# Diocesi di Chanthaburi
La diocesi di Chanthaburi (in latino Dioecesis Chanthaburiensis) è una sede della Chiesa cattolica in Thailandia suffraganea dell'arcidiocesi di Bangkok. Nel 2023 contava 55.851 battezzati su 5.165.783 abitanti. È retta dal vescovo Philip Adisak Phorn-Ngam.

## Territorio
La diocesi comprende le province di Chanthaburi, Chonburi, Prachinburi, Rayong, Sa Kaeo e Trat, nonché la porzione della provincia di Chachoengsao ad est del fiume Bang Pa Kong e Nakhon Nayok eccetto il distretto di Ban Na.
Sede vescovile è la città di Chanthaburi, dove si trova la cattedrale dell'Immacolata Concezione.
Il territorio è suddiviso in 41 parrocchie.

## Storia
Il vicariato apostolico di Chantaburi fu eretto l'11 maggio 1944 con la bolla Quo in Thailändensi di papa Pio XII, ricavandone il territorio dal vicariato apostolico di Bangkok (oggi arcidiocesi).
Il 18 dicembre 1965 il vicariato apostolico è stato elevato a diocesi con la bolla Qui in fastigio di papa Paolo VI.
Il 2 luglio 1969 per effetto del decreto Cum Excellentissimus della Congregazione per l'evangelizzazione dei popoli ha assunto il nome attuale di diocesi di Chanthaburi.

## Cronotassi dei vescovi
Si omettono i periodi di sede vacante non superiori ai 2 anni o non storicamente accertati.
- Giacomo Luigi Cheng † (11 maggio 1944 - 14 aprile 1952 deceduto)
- Francis Xavier Sanguon Souvannasri † (8 gennaio 1953 - 3 aprile 1970 dimesso[1])
- Lawrence Thienchai Samanchit (3 luglio 1971 - 4 aprile 2009 ritirato)
- Silvio Siripong Charatsri (4 aprile 2009 - 13 giugno 2023 nominato vescovo di Ratchaburi)
- Philip Adisak Phorn-Ngam, dall'11 novembre 2024[2]

## Statistiche
La diocesi nel 2023 su una popolazione di 5.165.783 persone contava 55.851 battezzati, corrispondenti all'1,1% del totale.
| anno | popolazione | popolazione | popolazione | presbiteri | presbiteri | presbiteri | presbiteri                | diaconi | religiosi | religiosi | parrocchie |
| anno | battezzati  | totale      | %           | numero     | secolari   | regolari   | battezzati per presbitero | diaconi | uomini    | donne     | parrocchie |
| ---- | ----------- | ----------- | ----------- | ---------- | ---------- | ---------- | ------------------------- | ------- | --------- | --------- | ---------- |
| 1950 | 12.380      | 3.200.734   | 0,4         | 20         | 20         |            | 619                       |         |           | 67        | 16         |
| 1969 | 21.079      | 1.464.629   | 1,4         | 43         | 37         | 6          | 490                       |         | 34        | 172       | 17         |
| 1980 | 25.588      | 2.987.000   | 0,9         | 45         | 40         | 5          | 568                       |         | 34        | 196       | 26         |
| 1990 | 28.251      | 3.190.000   | 0,9         | 62         | 49         | 13         | 455                       |         | 36        | 177       | 38         |
| 1999 | 30.856      | 4.064.872   | 0,8         | 74         | 61         | 13         | 416                       |         | 36        | 189       | 50         |
| 2000 | 31.155      | 4.128.389   | 0,8         | 75         | 63         | 12         | 415                       |         | 39        | 196       | 41         |
| 2001 | 31.384      | 4.165.818   | 0,8         | 85         | 71         | 14         | 369                       |         | 38        | 191       | 41         |
| 2002 | 31.178      | 4.228.388   | 0,7         | 88         | 73         | 15         | 354                       |         | 43        | 194       | 41         |
| 2003 | 37.914      | 4.286.475   | 0,9         | 89         | 74         | 15         | 426                       |         | 33        | 196       | 41         |
| 2004 | 38.880      | 4.333.797   | 0,9         | 88         | 74         | 14         | 441                       |         | 30        | 200       | 41         |
| 2006 | 37.149      | 4.445.881   | 0,8         | 95         | 78         | 17         | 391                       |         | 57        | 207       | 42         |
| 2013 | 42.952      | 4.663.709   | 0,9         | 92         | 74         | 18         | 466                       |         | 155       | 191       | 40         |
| 2016 | 45.831      | 4.903.106   | 0,9         | 96         | 79         | 17         | 477                       |         | 148       | 157       | 40         |
| 2019 | 54.846      | 5.056.005   | 1,1         | 94         | 77         | 17         | 583                       |         | 119       | 158       | 40         |
| 2021 | 55.806      | 5.107.898   | 1,1         | 97         | 82         | 15         | 575                       |         | 137       | 141       | 41         |
| 2023 | 55.851      | 5.165.783   | 1,1         | 100        | 80         | 20         | 558                       |         | 142       | 138       | 41         |